# APD

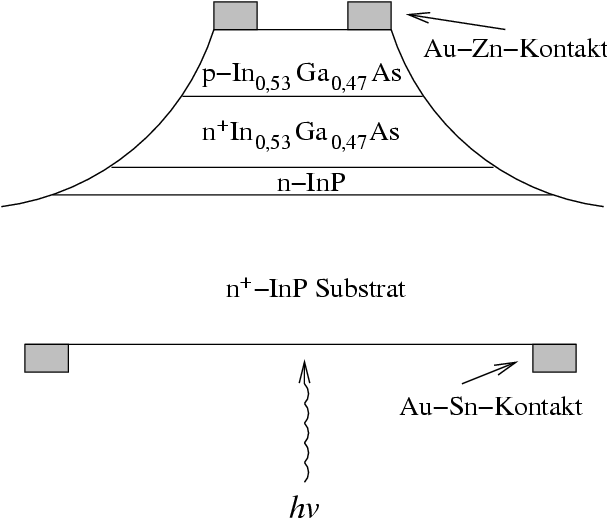
Diagrama de materials del APD

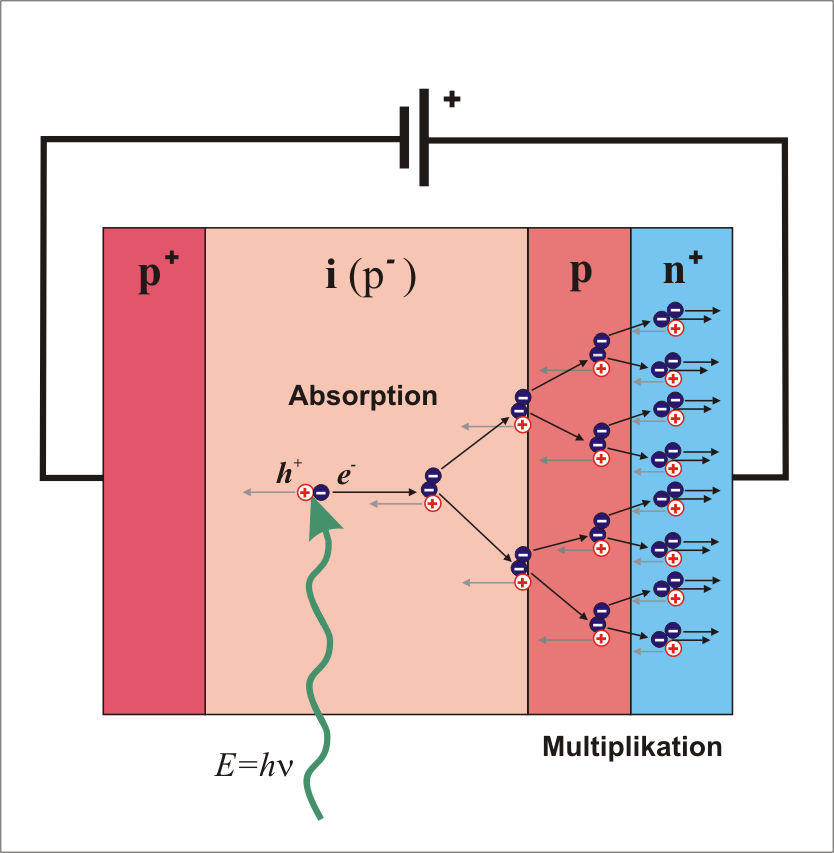
Multiplicació del portador de càrrega en un fotodíode d'allau de Si (APD) sota tensió inversa. Els colors indiquen el dopatge de la capa corresponent.

Un fotodíode d'allau (amb acrònim anglès APD) és un detector de fotodíodes semiconductors molt sensible que aprofita l'efecte fotoelèctric per convertir la llum en electricitat. Des d'un punt de vista funcional, es poden considerar l'anàleg semiconductor dels tubs fotomultiplicadors. El fotodíode d'allau (APD) va ser inventat per l'enginyer japonès Jun-ichi Nishizawa el 1952. No obstant això, l'estudi de la ruptura d'allaus, els defectes del microplasma en silici i germani i la investigació de la detecció òptica mitjançant unions pn són anteriors a aquesta patent. Les aplicacions típiques dels APD són els telèmetres làser, les telecomunicacions de fibra òptica de llarg abast i la detecció quàntica per a algorismes de control. Les noves aplicacions inclouen la tomografia per emissió de positrons i la física de partícules. L'any 2020 es va descobrir que afegir una capa de grafè pot evitar la degradació amb el temps per mantenir els fotodíodes d'allaus com nous, la qual cosa és important per reduir la seva mida i costos per a moltes aplicacions diverses i portar els dispositius dels tubs de buit a l'era digital. Mitjançant l'aplicació d'una tensió de polarització inversa alta (normalment 100–200 V en silici), els APD mostren un efecte de guany de corrent intern (al voltant de 100) a causa de la ionització per impacte (efecte allau). Tanmateix, alguns APD de silici utilitzen tècniques alternatives de dopatge i bisellat en comparació amb els APD tradicionals que permeten aplicar una tensió més gran (> 1500 V) abans que s'arribi a la ruptura i, per tant, un major guany de funcionament (> 1000). En general, com més gran és la tensió inversa, més gran és el guany. Entre les diverses expressions del factor de multiplicació APD (M), una expressió instructiva ve donada per la fórmula
{\displaystyle M={\frac {1}{1-\int _{0}^{L}\alpha (x)\,dx}},}
on L és el límit espai-càrrega dels electrons, i {\displaystyle \alpha } és el coeficient de multiplicació dels electrons (i forats). Aquest coeficient depèn molt de la intensitat del camp elèctric aplicat, la temperatura i el perfil de dopatge. Com que el guany de l'APD varia molt amb la polarització inversa i la temperatura aplicades, és necessari controlar la tensió inversa per mantenir un guany estable. Per tant, els fotodíodes d'allau són més sensibles en comparació amb altres fotodíodes semiconductors.
En principi, qualsevol material semiconductor es pot utilitzar com a regió de multiplicació:
- El silici detectarà en el visible i l'infraroig proper, amb un soroll de multiplicació baix (excés de soroll).
- El germani (Ge) detectarà la sortida d'infrarojos a una longitud d'ona d'1,7 µm, però té un alt soroll de multiplicació.
- InGaAs detectarà més de 1,6 µm i té menys soroll de multiplicació que Ge. Normalment s'utilitza com a regió d'absorció d'un díode d'heteroestructura, normalment implicant InP com a substrat i com a capa de multiplicació.[2] Aquest sistema de material és compatible amb una finestra d'absorció d'aproximadament 0,9-1,7 µm. InGaAs presenta un coeficient d'absorció elevat a les longituds d'ona adequades per a les telecomunicacions d'alta velocitat mitjançant fibres òptiques, de manera que només es necessiten uns pocs micròmetres d'InGaAs per a una absorció de llum gairebé del 100%.[2] El factor de soroll en excés és prou baix per permetre un producte d'amplada de banda de guany superior a 100 GHz per a un sistema InP/InGaAs senzill,[3] i fins a 400 GHz per a InGaAs sobre silici.[4] Per tant, és possible operar a alta velocitat: els dispositius comercials estan disponibles a velocitats d'almenys 10 Gbit/s.[5]
- S'han utilitzat díodes basats en nitrur de gal·li per al funcionament amb llum ultraviolada.
- Els díodes basats en HgCdTe operen a l'infraroig, normalment a longituds d'ona de fins a uns 14 µm, però requereixen refredament per reduir els corrents foscos. En aquest sistema de materials es pot aconseguir un soroll molt baix.